# Strings
Strings är en dansk film från 2004 regisserad av Anders Rønnow Klarlund. Alla roller spelas av marionettdockor som skapats med den tysklandsfödda dockteatermästaren Bernd Ogrodnik.

## Handling
Då kungen av Hebalon begår självmord efterlämnar han ett avskedsbrev i vilket han uppmanar sin son Hal Tara att försöka mäkla fred med det rivaliserande grannfolket zeritterna. Men när kungens ondskefulle bror Nezo finner avskedsbrevet intalar han Hal att det var zeritterna som dödade kungen och att sonen måste hämnas sin faders död. När sedan Hal ger sig iväg för att hämnas tar Nezo över kungadömet och fängslar Hals övriga familj. Mötet med zeritterna blir omtumlande för Hal – han möter kärleken, men kommer också till insikt om fädernas synder och om allas samhörighet.

## Utmärkelser
Filmen vann pris för bästa barn/familje-film vid 2006 års Robert-gala.